# Thomas Lambrecht
Thomas Lambrecht (* 19. März 1966 in Cuxhaven) ist ein ehemaliger deutscher Basketballspieler.

## Leben
Lambrecht spielte zunächst in Cuxhaven. Mit dem OSC Bremerhaven trat der 1,83 Meter große Aufbauspieler in der 2. Basketball-Bundesliga an und gewann mit der Mannschaft unter der Leitung von Trainer John Treloar in der Saison 1986/86 den Meistertitel in der Nordstaffel. Er spielte danach beim UBC Münster und wechselte 1987 zum MTV 1846 Gießen in die Basketball-Bundesliga. Er blieb bis 1990 bei den Mittelhessen und wirkte in 50 Spielen mit. Er nahm mit dem MTV auch am europäischen Vereinswettbewerb Korać-Cup teil. 1990 verließ er Gießen und ging zum SC Rist Wedel, für den er in der 2. Basketball-Bundesliga auflief.